# Llista d'elements geogràfics de Clariana de Cardener
Llista d'elements geogràfics del municipi de Clariana de Cardener al Solsonès.

## Muntanyes

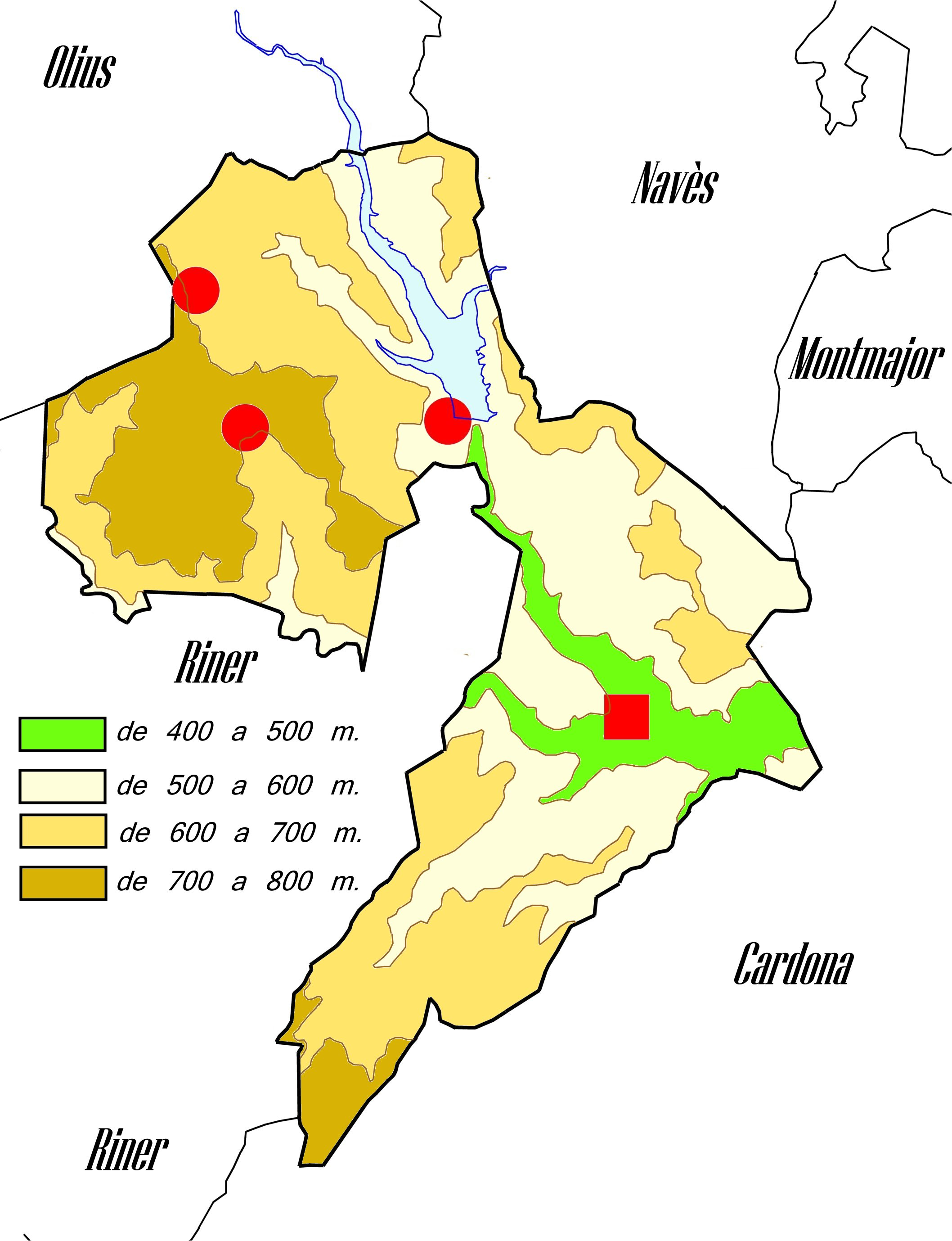
Mapa orogràfic del municipi

| Nom               | Alçada (m) |
| ----------------- | ---------- |
| Borrelles         | 659,2      |
| Turó del Monestir | 644        |

## Serres
Categoria principal: Serres de Clariana de Cardener
| Nom                | Alçada màxima (m) | Cims |
| ------------------ | ----------------- | ---- |
| Serra de Bàlius    | 752,1             |      |
| Serrat de l'Isidre | 732,0             |      |
| Serrat del Llop    | 653,7             |      |
| Serra de Montner   | 638,2             |      |
| Serrat del Moro    | 663,5             |      |
| Serra del Rèvol    | 624,7             |      |

## Rius

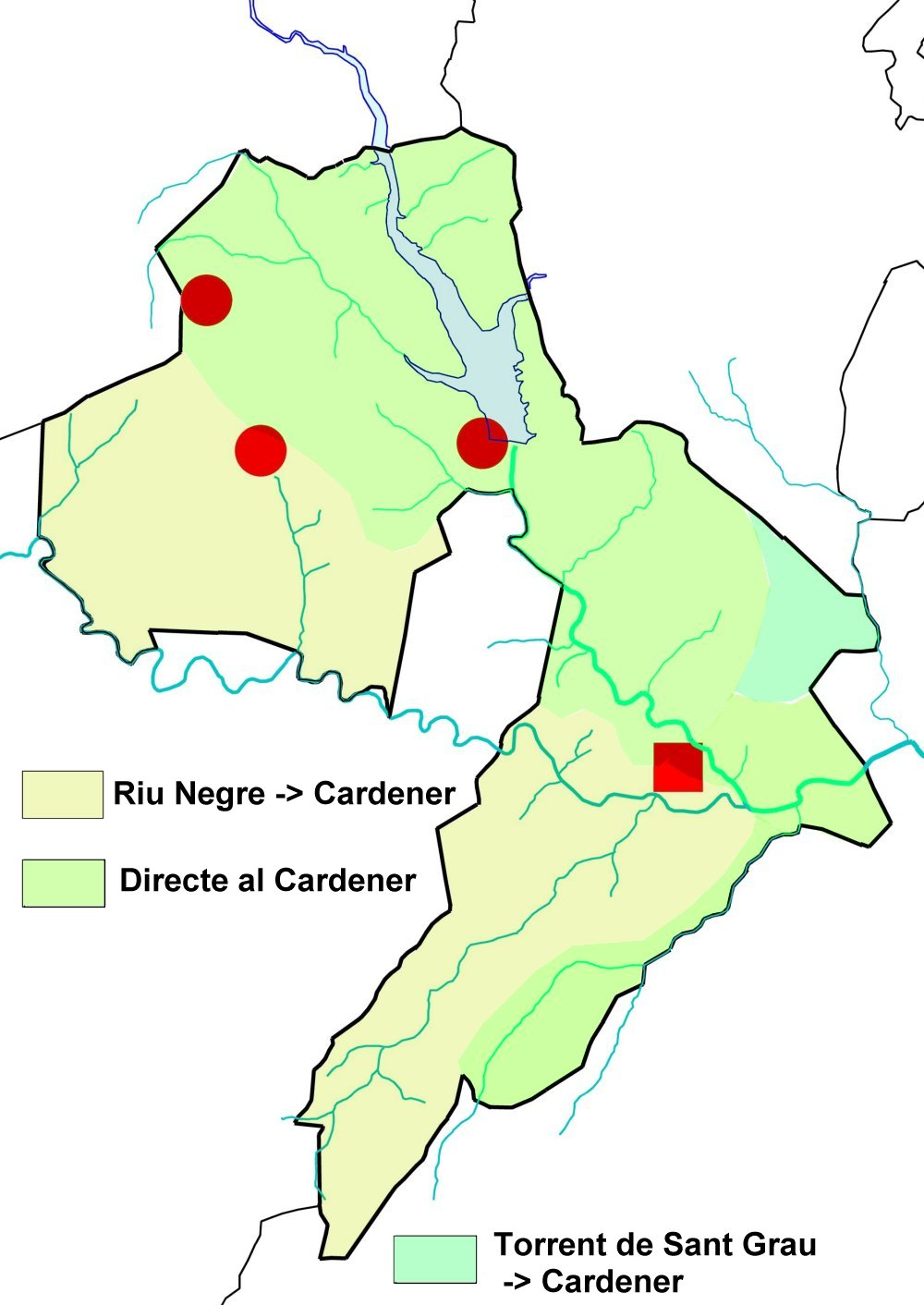
Mapa hidrogràfic del municipi

Categoria principal: Rius de Clariana de Cardener
| Nom                  | Tipus   | Longitud (m) | Superfície (m2) | Pendent | Desnivell (m) |
| -------------------- | ------- | ------------ | --------------- | ------- | ------------- |
| Torrent d'Albereda   | torrent | 7.919        | 1.080           | 4%      | 261           |
| Rasa d'Anglerill     | torrent | 6.376        | 622             | 4,49%   | 286           |
| Rasa de Bullons      | torrent | 2.214        | 283             | 6,59%   | 146           |
| Rasa de la Cabra     | torrent | 729          | 30              | 16,6%   | 121           |
| Rasa dels Ensorrats  | torrent | 2.226        | 178             | 8,36%   | 186           |
| Rasa de l'Estelroig  | torrent | 2.554        | 275             | 7,6%    | 194           |
| Rasa de la Flauta    | torrent | 509          | 22              | 19,05%  | 97            |
| Rasa de Font Salada  | torrent | 1.782        | 198             | 10,33%  | 184           |
| Riu Negre (Solsonès) | riu     | 26,3 km      | 108,28          |         |               |
| Rasa de l'Obac       | torrent | 857          | 53              | 9,46%   | 81            |
| Rasa Perpètua        | torrent | 5.233        | 709             | 4%      | 164           |
| Rasa del Rèvol       | torrent | 6.202        | 619             | 4,61%   | 286           |
| Riguera Grossa       | torrent | 1.193        | 44              | 14,5%   | 173           |
| Rasa del Rovelló     | torrent | 1.983        | 90              | 7,61%   | 154           |
| Rasa de Garrigó      | torrent | 942          | 62              | 8,17%   | 77            |
| Rasa de Sant Miquel  | torrent | 971          | 51              | 14,0%   | 136           |
| Rasa del Soler       | torrent | 1.541        | 69              | 9.73%   | 150           |

## Plans
| Nom                    | Alçada (m) |
| ---------------------- | ---------- |
| Pla de l'Àliga         | 650        |
| Pla de la Creu de Dalt | 740        |
| Pla de Golferics       | 740        |

## Altres
| Nom               | Alçada (m)      |
| ----------------- | --------------- |
| El Codonyer       | ≈700            |
| Costa de la Mina  | entre 575 i 675 |
| L'Estelroig       | ≈700            |
| Pla de la Guàrdia | ≈720            |
| Pla del Llamp     | ≈600            |
| Bosc de Sant Ponç | entre 530 i 645 |
| Bosc del Sastre   | ≈600            |

## Imatges

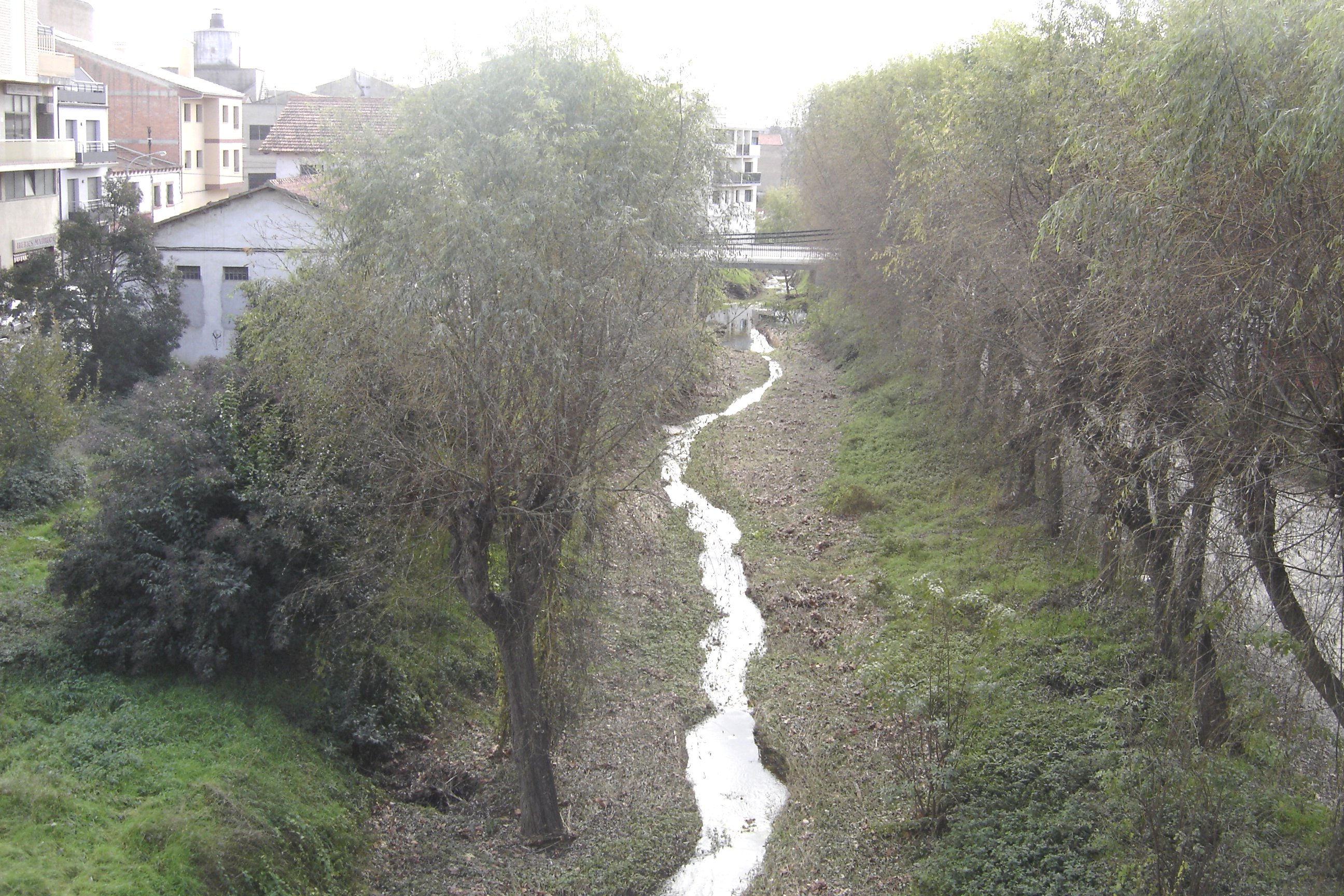
Riu Negre al seu pas per Solsona.